# Pterostichus plutonicus
Pterostichus plutonicus är en skalbaggsart som beskrevs av Thomas Casey. Pterostichus plutonicus ingår i släktet Pterostichus och familjen jordlöpare. Inga underarter finns listade i Catalogue of Life.